# (2627) Churyumov
(2627) Tchourioumov, désignation internationale (2627) Churyumov, est un astéroïde de la ceinture principale.

## Description
(2627) Tchourioumov est un astéroïde de la ceinture principale. Il fut découvert le 8 août 1978 à Naoutchnyï par Nikolaï Tchernykh. Il porte le nom de Klim Tchourioumov. Il présente une orbite caractérisée par un demi-grand axe de 3,11 UA, une excentricité de 0,18 et une inclinaison de 2,5° par rapport à l'écliptique.

## Compléments